# Cruz Azul Lagunas
El Club de Fútbol Cruz Azul Lagunas, también conocido como Cruz Azul Lagunas, es un equipo de fútbol profesional mexicano que juega en la Tercera División de México dentro del Grupo II. Su hogar es el Estadio Deportivo La Laguna, dentro de Lagunas en Oaxaca. Es equipo filial de Cruz Azul.

## Historia
Esta filial radicó durante varias temporadas en la segunda división y recientemente en una reestructuración del equipo se decidió que ocuparía un lugar en la tercera división, donde actualmente juega dentro del grupo 2. Su sede es el Estadio Deportivo La Laguna en la ciudad de Lagunas, Oaxaca.

## Estadio
El Estadio Deportivo La Laguna fue construido para albergar a algún equipo de fútbol profesional, el estadio tiene capacidad para 2,000 personas cómodamente sentadas y cuenta con sombra.

## Entrenadores

### Equipo Técnico 2007
- Entrenador:
  -  Hernán Martínez Cortés
- Auxiliares técnicos:
  -  Juan Ramón García Escalante
- Entrenador de Porteros:
  -  Oscar Daniel Jiménez Palacios
- Preparador físico:
  -  Fabián Filemón Quintanar Mendoza
- Médico:
  -  José Guzmán Arenas
- Masajistas:
  -  Elevit Gerónimo Celaya
- Utileros:
  -  José Manuel Carrasco Gutiérrez

## Temporadas
| Temporada | División  | Posición                      |
| --------- | --------- | ----------------------------- |
| 2014/2015 | 5.Tercera | 14o. Grupo II                 |
| 2015/2016 | 5.Tercera | 2o. GII (Treintaidosavos)     |
| 2016/2017 | 5.Tercera | 1.º GII (Octavos)             |
| 2017/2018 | 5.Tercera | 5o. GIII (Sesentaicuatroavos) |
| 2018/2019 | 5.Tercera | 4o. Grupo III (Cuartos)       |
| 2019/2020 | 5.Tercera | 2o. Grupo III                 |
| 2020/2021 | 5.Tercera | 1.º Grupo III (Dieciseisavos) |